# Gudumarlahalli, Chintamani
Gudumarlahalli là một làng thuộc tehsil Chintamani, huyện Kolar, bang Karnataka, Ấn Độ.